# Kathie Sarachild
Kathie Sarachild (* 8. Juli 1943 als Kathie Amatniek) ist eine US-amerikanische radikalfeministische Aktivistin der zweiten Frauenbewegung, während der sie Mitglied der New York Radical Women und der Gruppe Redstockings war. Eng verbunden ist ihr Name mit der Entwicklung des Konzeptes des Consciousness-Raisings.

## Leben

### Anfänge
Kathie Amatniek wurde im Sommer 1943 geboren. Ihre Mutter war die Künstlerin Sara Amatniek (1922–1996), die sich später ebenfalls in die Frauenbewegung einbrachte. Amatniek wuchs in einer progressiven Umgebung der Mittelschicht auf und studierte später an der Harvard University, wo sie als Redakteurin beim Harvard Crimson tätig war und 1962 eine Reihe von Artikeln in Opposition zum Vietnamkrieg verfasste.
1964 ging Amatniek als Freiwillige des Student Nonviolent Coordinating Committee nach Mississippi, um dort die Bürgerrechtsbewegung zu unterstützen. Insbesondere half sie im Rahmen des Freedom Summer in Batesville bei der Registrierung afroamerikanischer Wähler. Obwohl sie für ihren Aktivismus 13 Tage in ein lokales Gefängnis gesperrt wurde, blieb sie bis 1965 in Mississippi aktiv. In dieser Zeit sammelte sie erste Erfahrungen in der Organisation aktivistischer Gruppen. Gemeinsam mit ihrer Freundin Carol Hanisch war sie anschließend in New York City im Umkreis der entstehenden Frauenbewegung aktiv. Als Pam Allen und Shulamith Firestone im Herbst 1967 die New York Radical Women (NYRW) gründeten, schlossen sich Hanisch und Amatniek der Gruppe wenig später an.

### New York Radical Women
Bald war Amatniek eine der prominentesten Aktivistinnen der NYRW. Als die Gruppe im Januar 1968 im Rahmen der Jeannette Rankin Brigade, ein Frauenmarsch auf Washington, D.C. in Opposition zum Vietnamkrieg, erstmals in Erscheinung trat, war Amatniek Hauptrednerin der Gruppe. Wenig später war sie an den von der NYRW angeführten Protesten gegen die Wahl zur Miss America beteiligt und störte mit drei Mitstreiterinnen die laufende Veranstaltung mithilfe eines Banners, auf dem sie die Befreiung der Frau vom Patriarchat forderten. Im gleichen Jahr nahm sie aus Protest gegen die patriarchalen Strukturen der Namensvergaben in Bezug auf ihre Mutter den Nachnamen „Sarachild“ an. Hauptsächlich machte sie sich jedoch als Theoretikerin einen Namen. Insbesondere gilt sie als „Architektin des Consciousness-Raising“, eines Konzeptes der politischen Mobilisierung, in dem Betroffene zusammen über private Erlebnisse diskutieren und diese analysieren, um sich so soziopolitischer Machtstrukturen bewusst zu werden. Die New York Radical Women nutzten die auch von der Bürgerrechtsbewegung verwendete Methode zunächst informell, ehe sie Sarachild unter dem Begriff consciousness-raising festhielt. In einem Konferenzbeitrag im November 1968 stellte sie die Methode erstmals umfangreich dar. Sarachild war überzeugt, dass das Consciousness-Raising besser als symbolische Protestaktionen geeignet sei, um die breite Masse der Amerikanerinnen von feministischen Ideen zu überzeugen. Im Sinne von Mao Zedong wollte sie zudem die Diskussion realer Missstände auch zur Theorieentwicklung nutzen.
Von Anfang an war die NYRW zwischen sogenannten politicos und sogenannten feminists gespalten. Die politicos sprachen sich für enge Verbindung zwischen feministischen Gruppen und allen anderen linken Bewegungen jener Zeit wie der Friedensbewegung oder der Bürgerrechtsbewegung aus, während sich die feminists gesonderte Gruppen für die Frauenbewegung befürworteten, da sie ansonsten die weitergeführte Unterdrückung der Frauen befürchteten. Im Gegensatz zu den politicos, die das kapitalistische System als Ursache für jegliche gesellschaftliche Missstände identifizierten, betrachteten die feminists zusätzlich auch das Patriarchat kritisch. Sarachild gehörte letzterer Fraktion an, hielt sie es aber für legitim, dass Aktivistinnen individuell auch in verschiedenen Bewegungen aktiv waren, solange es separate Organisationen gab. Sarachild selbst beteiligte sich neben der Frauenbewegung auch in der Arbeiterbewegung. Bald zeigten sich die Differenzen zwischen feminists und politicos auch auf nationaler Ebene, wie eine Konferenz der Frauenbewegung im August 1968 in Sandy Springs zeigte, auf denen die Lager heftig über den Kurs der Bewegung stritten. Neben Carol Hanisch, Irene Peslikis und einigen Aktivistinnen aus Gainesville (Florida) trat Sarachild dort als Wortführerin der feminists in Erscheinung. Weitere Spannungen ergaben sich aus der internen Dynamik der NYRW, in der Sarachild oftmals die Wortführung übernahm, zum Ärger anderer Mitglieder, insbesondere jener aus dem Lager der politicos.

### Redstockings
Angesichts der Differenzen innerhalb der NYRW gründeten die Radikalfeministinnen Shulamith Firestone und Ellen Willis im Februar 1969 eine gesonderte radikalfeministische Gruppe in New York namens Redstockings, der Sarachild, Peslikis und einige andere wenig später beitraten. Sarachild führte die Gruppe bald nach ihrer Gründung bei einer Störung einer öffentlichen Sitzung der New York State Legislature im Februar 1969 zur Reform des Abtreibungsrechts an, bei der die Aktivistinnen einforderten, dass Frauen, die (damals illegalerweise) abgetrieben hatten, mit einem öffentlichen Zeugnis über ihre Abtreibungen an der Debatte beteiligt werden. Im März 1969 reiste Sarachild für einen Monat nach Gainesville, wo Hanisch mittlerweile als Organisatorin wirkte, und verfasste dort ein Handbuch über das Consciousness-Raising. Nach ihrer Rückkehr nach New York im April 1969 entwickelte sie sich zu einer der Anführerinnen von Redstockings. Danach war sie maßgeblich daran beteiligt, den Fokus der Gruppe weg von Protestaktionen hin zu Consciousness-Raising und theoretischer Arbeit zu lenken, was zu internen Spannungen führte.
Etwa 1970 verließ Sarachild Redstockings, die sich im Herbst desselben Jahres auflöste. Danach startete sie gemeinsam mit Barbara Leon und Colette Price in New York die feministische Zeitschrift Woman’s World. Die Gründung des feministischen Magazins Ms. durch die liberale Feministin Gloria Steinem 1972 begrüßte Sarachild zunächst, kritisierte das Blatt aber nur ein Jahr später als zu moderat und meinte, in ihm eine CIA-Taktik zur Lenkung des Feminismus zu erkennen. Zusätzlich war sie überzeugt, dass der Einfluss lesbischer Frauen und von Vertreterinnen der freien Liebe die Ziele der Frauenbewegung unterminiere. In der innerfeministischen Debatte über die Rolle der Institution der Ehe in der Unterdrückung der Frau verteidigte Sarachild grundsätzlich die Ehe gegenüber der freien Liebe, das sie im Endeffekt als nachteilig für die gesellschaftliche Position der Frau bewertete. Stattdessen befürwortete Sarachild eine Art Ehevertrag, um das Leben in der Ehe gerechter zu machen. Mit dieser Position setzte sie sich von vielen ihrer Mitstreiterinnen ab, die oftmals die Institution der Ehe grundsätzlich ablehnten.
Verärgert über den Kurs der Frauenbewegung entschieden sich Sarachild, Carol Hanisch, Barbara Leon und Colette Price daher 1973, Redstockings wiederzubeleben, um den Radikalfeminismus wieder klarer innerhalb der Frauenbewegung zu akzentuieren. 1975 war sie leitende Herausgeberin und Mitautorin der von Redstockings publizierten Anthologie Feminist Revolution. Parallel arbeitete sie als Filmeditorin, um sich ihren Lebensunterhalt zu verdienen. Seit 1989 leitet Sarachild die Redstockings Women’s Liberation Archives for Action. Das Archiv soll Dokumente und andere Primärquellen der zweiten Frauenbewegung präservieren und für spätere Aktivistinnen bewahren, um diesen die Geschichte des Feminismus verständlich zu machen und zu neuem Aktivismus zu inspirieren. Im Januar 1995 heiratete Sarachild in Gainesville den Bürgerrechtler Daniel Harmeling, der aus einer vorherigen Beziehung vier Kinder in die Ehe brachte.